# Първан Стефанов
Първан Стефанов Рангелов е български поет, преводач и драматург.

## Биография
Роден е на 1 януари 1931 г. в с. Чепърлянци, Годечко. През 1948 година завършва гимназия в Годеч, а през 1952 година – Софийски университет, специалност Славянска филология. От 1952 до 1953 година Стефанов работи като учител в Мездра. Редактор е във вестник „Народна младеж“ и в списания „Младеж“ през 1953 – 60 година, в Българска кинематография (1961 – 64, 1971 – 72) и в издателствата „Български писател“ (1967) и „Народна младеж“ (1972). Бил е драматург на театрите във Варна (1960), Хасково (1964 – 66), Пазарджик (1984 – 90) и на Театър „София“ (1973 – 84, 1990 – 91).
Умира на 31 декември 2012 г.

## Творчество
Заедно със съпругата си Надежда Драгова пише пиесите: „Еретици“ (1968), „Има Бог Перун“, „Женски години“, „Между два изстрела“ (1969), „Мечтател безумен“ (1972), „На война като на война“, „Дипломати“, „Насред София“, „Почти идилия“, „Свободна валенция“, „Светът е от майки роден“ (1973), „Столичани“, „Съвременна българска драма“ (1981).
С Надежда Драгова са сценаристи на филма „Легенда за Паисий“.

### Стихосбирки
Още от 1948 година Първан Стефанов пише поезия и през годините издава над 20 поетични книги, сред които по-значими са:
- 1956 – „Соколови пера“,
- 1958 – „Песни за гнева и радостта“,
- 1962 – „Далечините обещават“,
- 1964 – „Пътуване към усмивката“,
- 1966 – „Насрещно време“,
- 1968 – „Циганско лято“,
- 1969 – „Стихове“,
- 1971 – „Ковано слънце“,
- 1973 – „Арматура за барабани“,
- 1978 – „Малки нашествия“,
- 1981 – „На глас и на ум“,
- 1982 – „Диагноза“,
- 1984 – „Премълчана любов“,
- 1986 – „Лирика“.[2][1]
- 2005 – „Насрещно време и други стихотворения“

### Преводи
Първан Стефанов е преводач от немски, руски, полски, сръбски. Превежда на български Валерий Брюсов, Александър Блок, Сергей Есенин, Михаил Светлов, Константин Галчински, Карол Войтила, Тадеуш Ружевич, Десанка Максимович, Душко Трифунович, Анна Саед-Шах, Инна Лиснянская и други.
- 1992 – Карол Войтила, „Поезия“, подбор и превод от полски Първан Стефанов. София: Христо Ботев, 1992, 103 с.

## Награди
През 1979 година Стефанов е обявен за Заслужил деятел на културата.
Носител е на различни награди, сред които:
- 1955 – Сребърен медал за поезия на Международния фестивал на младежта във Варшава: в конкурс за литература с председател на журито Назъм Хикмет.
- 1997 – Почетен диплом „За заслуги по оценяване на полската култура зад граница“, издаден във Варшава от Полския център на Асоциацията за европейска култура SEC – Société Européenne de Culture. [4]
- 2006 – Голямата награда на Сдружението на българските писатели. [5]